# Deposito nazionale dei rifiuti radioattivi
Il Deposito nazionale dei rifiuti radioattivi (o anche Deposito unico nazionale) è un progetto di struttura di superficie che dovrebbe sorgere sul territorio italiano per essere destinata allo smaltimento definitivo dei rifiuti radioattivi a bassa e media attività e allo stoccaggio provvisorio di lunga durata (al massimo cinquanta anni) dei rifiuti radioattivi ad alta attività e del combustibile irraggiato.. Definito nel Decreto legislativo 15 febbraio 2010, n. 31, al 2020 non è ancora stata decisa la sede geografica dove sarà ospitato.
Il Deposito nazionale consentirà la sistemazione accentrata e in sicurezza dei rifiuti radioattivi prodotti in Italia, derivanti da attività di vario tipo: industriali, di ricerca, medico-sanitarie e dall'esercizio e dal decommissioning di impianti nucleari.
Sul medesimo sito del Deposito nazionale sorgerà un Parco tecnologico nel quale saranno effettuate attività di ricerca, anche attraverso collaborazioni internazionali, sulle nuove metodologie di gestione dei rifiuti radioattivi, nel campo del decommissioning e su tecnologie di interesse per il territorio che ospiterà il sito.
La SOGIN ("Società di gestione degli impianti nucleari", società di Stato con unico socio il Ministero dell'economia e delle finanze) ha il compito di localizzare, progettare, realizzare e gestire il Deposito nazionale e il Parco tecnologico, in base a quanto previsto dal Decreto legislativo n. 31 del 2010 e successive modifiche e integrazioni.

## Caratteristiche
Il Deposito nazionale e il Parco tecnologico saranno costruiti su di un'area di circa 150 ettari, di cui circa 110 ettari riservati al Deposito nazionale e circa 40 ettari al Parco tecnologico.
Il Deposito sarà costituito da 90 celle, costruzioni in calcestruzzo armato speciale (dimensioni 27 m x 15,5 m x 10 m) al cui interno verranno collocati grandi contenitori in calcestruzzo speciale (armato o fibrorinforzato) detti "moduli" (dimensioni 3 m x 2 m x 1,7 m), che racchiuderanno a loro volta i contenitori metallici contenenti i rifiuti radioattivi condizionati in matrice cementizia, detti "manufatti". I manufatti all'interno di un modulo saranno cementati fra di loro con una malta speciale, mentre un coperchio, anch'esso in calcestruzzo speciale, sigillerà il modulo prima che esso venga disposto nella cella. I rifiuti radioattivi a bassa e media attività arriveranno al Deposito nazionale già sotto forma di manufatti.
Nelle celle verranno sistemati definitivamente circa 75.000 metri cubi di rifiuti a bassa e media attività. Una volta completato il riempimento, le celle saranno ricoperte da una collina artificiale di materiali inerti e impermeabili, un'ulteriore protezione anche da eventuali infiltrazioni d'acqua. 
Le caratteristiche del Deposito nazionale (le barriere ingegneristiche sopra descritte) e del sito dove esso sarà realizzato dovranno essere tali da garantire l'isolamento dei rifiuti radioattivi dall'ambiente per oltre 300 anni, fino al decadimento della radioattività a livelli tali da poter essere considerati trascurabili. 
In un'apposita area del Deposito sarà realizzato un complesso di edifici idoneo allo stoccaggio di circa 15.000 metri cubi di rifiuti ad alta attività, che resteranno nel Deposito per un massimo di cinquanta anni per poter essere poi essere sistemati definitivamente in un deposito geologico di profondità.